# Ляскі-Кошалінські
Ляскі-Кошалінські (пол. Laski Koszalińskie) — село в Польщі, у гміні Бесекеж Кошалінського повіту Західнопоморського воєводства.
Населення — 534 особи (2011).

## Демографія
Демографічна структура станом на 31 березня 2011 року:
|          | Загалом | Допрацездатний вік | Працездатний вік | Постпрацездатний вік |
| -------- | ------- | ------------------ | ---------------- | -------------------- |
| Чоловіки | 263     | 76                 | 174              | 13                   |
| Жінки    | 271     | 64                 | 169              | 38                   |
| Разом    | 534     | 140                | 343              | 51                   |